# Litografia sense màscara
La litografia sense màscara (MPL) és una tecnologia semblant a la fotolitografia sense fotomàscara que s'utilitza per projectar o escriure el patró d'imatge en un punt focal sobre un substrat recobert de resistència química (per exemple, oblies electròniques) mitjançant radiació UV o feix d'electrons.
En microlitografia, normalment la radiació UV projecta una imatge d'una màscara constant de temps sobre una emulsió fotosensible (o fotoresist). Tradicionalment, s'utilitzen alineadors de màscares, steppers, escàners i altres tipus de tècniques no òptiques per a la microfabricació de microestructures d'alta velocitat, però en cas de MPL, algunes d'aquestes es tornen redundants.
La litografia sense màscara té dos enfocaments per projectar un patró: rasteritzat i vectoritzat. En el primer, utilitza la generació d'una imatge intermitent variable en el temps en una màscara modificable electrònicament (virtual) que es projecta amb mitjans coneguts (també conegut com a imatge làser directa i altres sinònims). En l'enfocament vectoritzat, l'escriptura directa s'aconsegueix mitjançant la radiació que s'enfoca a un feix estret que s'escaneja en forma vectorial a través de la resistència. Aleshores, el feix s'utilitza per escriure directament la imatge a la fotoresistent, un o més píxels alhora. També es coneixen combinacions dels dos enfocaments, i no es limita a la radiació òptica, sinó que també s'estén a la UV, inclou feixos d'electrons i també ablació mecànica o tèrmica mitjançant dispositius MEMS.
L'avantatge MPL és una manipulació paral·lela d'alta velocitat del patró habilitada per una capacitat informàtica disponible gran i barata, que no és un problema amb l'enfocament estàndard que es desacobla a un procés d'estructuració lent però precís per escriure una màscara des d'una manera ràpida i alta. procés de còpia paral·lel per aconseguir alts rendiments de replicació tal com exigeix la indústria.
Els principals desavantatges són la complexitat i els costos del procés de replicació, la limitació de la rasterització pel que fa al sobremostreig provoca un artefacte d'àlies, especialment amb estructures més petites (que poden afectar el rendiment), mentre que l'escriptura directa del vector està limitada en el rendiment. També el rendiment digital d'aquests sistemes forma un coll d'ampolla per a altes resolucions, és a dir, l'estructuració d'una hòstia de 300 mm de diàmetre amb la seva àrea de ~ 707 cm² requereix uns 10 TiB de dades en un format rasteritzat sense sobremostreig i, per tant, pateix artefactes de pas (àlies).
La litografia industrial sense màscara, per tant, actualment només es troba àmpliament per estructurar substrats de resolució més baixa, com en la producció de panells de PCB, on les resolucions de ~ 50 µm són les més comunes (a una demanda de rendiment de ~ 2000 vegades inferior als components).